# Выглядовка (разъезд)
Выглядовка — разъезд Куйбышевской железной дороги на  
линии Пенза — Ряжск (линия неэлектрифицирована), расположен в Пачелмском районе Пензенской области. Осуществляются пригородные перевозки пассажиров на Пачелму, Пензу I. От Выглядовки отходит железнодорожная ветвь на Нижний Ломов (с 2008 года пассажирское движение на Нижний Ломов закрыто).

## Пригородное сообщение
На остановочном пункте Выглядовка проходит 1 пригородный поезд  в сутки.(Рельсовый автобус РА-З «Орлан»
| статус    | № поезда | Маршрут движения    | № поезда | Маршрут движения    | Перевозчик                                                  |
| --------- | -------- | ------------------- | -------- | ------------------- | ----------------------------------------------------------- |
| курсирует | 6113     | Пенза 1 - Пачелма   | 7244     | Пачелма - Пенза 1   | "Башкортостанская пригородная пассажирская компания" (БППК) |
| курсирует | 7245     | Пенза 1 - Башмаково | 7240     | Башмаково - Пенза 1 | "Башкортостанская пригородная пассажирская компания" (БППК) |

## История
Разъезд открыт в связи со строительством Сызранско-Вяземской железной дороги в 1891 году.
В 1927 году сдана в эксплуатацию железнодорожная линия Выглядовка — Нижний Ломов.

## Деятельность
Коммерческие операции, выполняемые на станции:
- Посадка и высадка на поезда местного и пригороднего сообщения[4].